# Pristoje
Pristoje (Bulgaars: Пристое) is een dorp in de Bulgaarse gemeente Kaolinovo, oblast Sjoemen. Op 31 december 2019 telde het dorp ruim 1.000 inwoners. Het dorp ligt 43 km ten noorden van Sjoemen en 321 km ten noordoosten van Sofia.

## Bevolking
In 2019 telde het dorp 1.019 inwoners, een lichte stijging ten opzichte van 2011. In de periode 1985-1989 vluchtten honderden etnische Bulgaarse Turken naar Turkije, om te ontkomen aan de assimilatiecampagnes van het communistisch regime van Todor Zjivkov, waarbij alle Turken en andere moslims in Bulgarije christelijke of Bulgaarse namen moesten aannemen en afstand moesten doen van islamitische gewoonten. Hierdoor verhalveerde de bevolking van het dorp bijna.
| Bevolkingsontwikkeling tussen 1934 en 2019          |
| --------------------------------------------------- |
|                                                     |
| Bron: Nationaal Statistisch Instituut van Bulgarije |

In het dorp wonen vooral etnische Turken, gevolgd door kleinere aantallen Roma en Bulgaren.
| Etnische samenstelling van de respondenten (2011) | Etnische samenstelling van de respondenten (2011) | Etnische samenstelling van de respondenten (2011) | Etnische samenstelling van de respondenten (2011) | Etnische samenstelling van de respondenten (2011) |
| ------------------------------------------------- | ------------------------------------------------- | ------------------------------------------------- | ------------------------------------------------- | ------------------------------------------------- |
|                                                   |                                                   |                                                   |                                                   |                                                   |
| Bulgaren                                          | Bulgaren                                          |                                                   | 1,5%                                              | 1,5%                                              |
| Turken                                            | Turken                                            |                                                   | 94,5%                                             | 94,5%                                             |
| Roma                                              | Roma                                              |                                                   | 2,9%                                              | 2,9%                                              |
| Anders/Onbekend                                   | Anders/Onbekend                                   |                                                   | 1,1%                                              | 1,1%                                              |

Branitsjevo · Dojrantsi · Dolina · Goesla · Kaolinovo · Kliment · Lisi Vrach · Ljatno · Naoem · Omartsjevo · Pristoe · Sini Vir · Sredkovets · Takatsj · Todor Ikonomovo · Zagoritsje